# Subancistrocerus spinicollis
Subancistrocerus spinicollis är en stekelart som beskrevs av Giordani Soika 1995. Subancistrocerus spinicollis ingår i släktet Subancistrocerus och familjen Eumenidae. Inga underarter finns listade i Catalogue of Life.